# 福山蒼井
『福山蒼井』（ふくやまあおい）は、2021年8月25日から音泉にて配信されているインターネットラジオ番組。

## 概要
「いま話題のこと」「気になっていること」「今更聞けないこと」などよく分かっていないけど気になることに切り込むラジオ番組。

## 配信日
音泉
- 隔週水曜日正午更新（2021年8月25日 - ）
  - 無料では、総評＋次回予告を聴取可能。
  - ※有料会員である音泉プレミアムサポーター[注 1]は、本編の全てのコーナー、トークを聴取可能[1]。

## パーソナリティ
- 福山潤
- 蒼井翔太

## コーナー
ふつおた！
ふつおたのコーナー。普通のおたよりです。
2人が興味を示しそうなこと
パーソナリティの2人が知らない「最新○○○情報」や気になる「アレについての情報」のを募集。
突撃！福蒼マイク
リスナーからインタビュー場所を募集し、番組スタッフが街頭インタビューをするコーナー。
2代目福山潤
2代目福山潤になれる、その片鱗があると思う声優さんを募集。

## テーマ・ゲスト
| 放送回 | 放送日         | テーマ                                        | ゲスト                                         |
| ------ | -------------- | --------------------------------------------- | ---------------------------------------------- |
| 第１回 | 2021年8月25日  | 「大鶏排と20億円の豪邸」                      |                                                |
| 第２回 | 2021年9月8日   | 「美容整形」                                  | 王正（湘南美容皮フ科栄矢場町院院長）           |
| 第３回 | 2021年9月22日  | 「シルバニアファミリーとマッチングアプリ」    |                                                |
| 第４回 | 2021年10月6日  | 「台湾カステラ・バーコードバトラー」          |                                                |
| 第５回 | 2021年10月20日 | 「ヘアケア事情・メンズメイク」                | yuto（メイクアップアーティスト）               |
| 第６回 | 2021年11月3日  |                                               | 安元洋貴                                       |
| 第７回 | 2021年11月17日 | 「ふるさと納税」                              |                                                |
| 第８回 | 2021年12月1日  | 「スーパーモンブラン」                        | ホテルニューオータニ広報担当                   |
| 第９回 | 2021年12月15日 | 「アパレル」                                  | 西田里季（JOYEUXブランディングプロデューサー） |
| 第10回 | 2022年12月29日 | 総括                                          |                                                |
| 第11回 | 2022年1月12日  | 「心理テスト」                                | 中嶋真澄（パーソナリティー研究家）             |
| 第12回 | 2022年1月26日  | 「AI家電」                                    | ノジマ販売推進部                               |
| 第13回 | 2022年2月9日   | 「昆虫食」                                    | 内山昭一（昆虫料理研究家）                     |
| 第14回 | 2022年2月23日  | 「NISA・iDeCo」                               | 飯村久美（ファイナンシャルプランナー）         |
| 第15回 | 2022年3月9日   | 初一人暮らし                                  |                                                |
| 第16回 | 2022年3月23日  | 「駄菓子」                                    |                                                |
| 第17回 | 2022年4月6日   | 「ヴィジュアル系」                            | ヴィジュアル系専門誌Cure                       |
| 第18回 | 2022年4月20日  | 「収納術」                                    | コジマジック                                   |
| 第19回 | 2022年5月4日   | 「美腸・腸活」                                | 福原康子（一般社団法人日本美腸協会）           |
| 第20回 | 2022年5月18日  | 「イリュージョン・マジック」                  | イリュージョニストHARA                         |
| 第21回 | 2022年6月1日   | 「美容シリーズ第2弾・お肌編」                 | 林 院長（湘南美容皮フ科五反田院 ）             |
| 第22回 | 2022年6月15日  | 「実況」                                      | 茂木淳一（ナレーター）                         |
| 第23回 | 2022年6月29日  | 「プラモデル」                                | 秋東精工                                       |
| 第24回 | 2022年7月13日  | 「睡眠」                                      | 遠藤拓郎（スリープクリニック調布院長）         |
| 第25回 | 2022年7月27日  | 「ボディメイク」                              | 川崎貴之（パーソナルトレーナー）               |
| 第26回 | 2022年8月10日  | 「ネイル」                                    |                                                |
| 第27回 | 2022年8月24日  |                                               |                                                |
| 第28回 | 2022年9月7日   | 「防災・災害対策」                            | 高荷智也（防災・BCP策定アドバイザー）          |
| 第29回 | 2022年9月21日  | 突撃！福蒼マイク（新宿２丁目）                | 鮎川太陽                                       |
| 第30回 | 2022年10月5日  | 「茨城」                                      | 代永翼                                         |
| 第31回 | 2022年10月19日 | 「体臭」                                      | 松林宏治（におい刑事）                         |
| 第32回 | 2022年11月2日  | 「時計」                                      | 腕時計専門店ジャックロード                     |
| 第33回 | 2022年11月16日 | 「福山蒼井アイスクリーム選手権」              |                                                |
| 第34回 | 2022年11月30日 | 「老後の暮らし方」                            | 井上智則（終活カウンセラー協会）               |
| 第35回 | 2022年12月14日 | 突撃！福蒼マイク（新橋）                      |                                                |
| 第36回 | 2022年12月28日 | 「今年の汚れは今年の内に」                    | コジマジック                                   |
| 第37回 | 2023年1月11日  | 「宝石」                                      | カピル（宝石商）                               |
| 第38回 | 2023年1月25日  | 第2弾「福山蒼井ごはんにかけるシリーズ選手権」 |                                                |
| 第39回 | 2023年2月8日   | 「ハラスメント」                              | 村嵜（日本ハラスメント協会）                   |
| 第40回 | 2023年2月22日  | 「冬のお風呂の入り方」                        | 松永武（お風呂のソムリエ）                     |
| 第41回 | 2023年3月8日   | 突撃！福蒼マイク（池袋）                      |                                                |
| 第42回 | 2023年3月22日  | 選手権企画第3弾「ランチパック」               |                                                |
| 第43回 | 2023年4月5日   | 「新宿2丁目」                                 |                                                |
| 第44回 | 2023年4月19日  | 「冷凍食品」                                  | ニチレイフーズ                                 |
| 第45回 | 2023年5月3日   | 「マニア専門誌」                              |                                                |
| 第46回 | 2023年5月17日  | 「結婚の準備」                                |                                                |
| 第47回 | 2023年5月31日  | 「靴磨き」                                    |                                                |
| 第48回 | 2023年6月14日  | 「コンビニおにぎり最強決定戦」                |                                                |
| 第49回 | 2023年6月28日  | 「旅行」                                      | JTB                                            |
| 第50回 | 2023年7月12日  | 「TikTok」                                    |                                                |
| 第51回 | 2023年7月26日  | 「心霊・怪談」                                |                                                |
| 第52回 | 2023年8月9日   | 「マニア専門誌2」                             |                                                |
| 第53回 | 2023年8月23日  | 「オーラルケアグッズ」                        |                                                |
| 第54回 | 2023年9月6日   | 「突撃！福蒼マイク」声優ビンゴ                |                                                |
| 第55回 | 2023年9月20日  | 「そうめんアレンジ」                          |                                                |
| 第56回 | 2023年10月4日  | 「2代目福山潤」                               |                                                |
| 第57回 | 2023年10月18日 | 「手帳」                                      |                                                |
| 第58回 | 2023年11月1日  | 「コスプレ」                                  |                                                |
| 第59回 | 2023年11月15日 | 選手権企画「焼き芋」                          |                                                |
| 第60回 | 2023年11月29日 | 「メルカリ」                                  |                                                |
| 第61回 | 2023年12月13日 | 突撃！福蒼マイク！（トークショー）            |                                                |

## イベント・公開配信
- 福山蒼井トークショー
  - 開催日 - 2022年11月27日
  - 会場 - 科学技術館　サイエンスホール
  - ゲスト - ＜昼の部＞前野智昭、＜夜の部＞小野大輔、下野紘
  - プログラム - 「蒼井翔太２」、「福山潤被害者の会」
- 福山蒼井トークショー 2023
  - 開催日 - 2023年11月25日
  - 会場 - 有明セントラルタワー
  - ゲスト - ＜昼の部＞前野智昭、KENN、＜夜の部＞浅沼晋太郎、黒田崇矢、
  - プログラム - 「声優界仲良しコンビ対決」、「福山蒼井声優COLLECTION 2023A/W」